# Casilda Ramona Benegas
Casilda Ramona Benegas de Gallego (Trinidad, 8 de abril de 1907 – Mar del Plata, 28 de junio de 2022) fue una supercentenaria argentina de origen paraguayo que tenía 115 años y 81 días. Es la persona argentina más longeva cuya edad ha sido validada por el Grupo de Investigaciones en Gerontología; al momento de su muerte era la persona viva más longeva de Sudamérica y la cuarta persona viva más longeva del mundo después de Lucile Randon, Tekla Juniewicz y Maria Branyas.

## Biografía
Casilda Benegas nació el 8 de abril de 1907 en Trinidad, Departamento de Itapúa, Paraguay, hija de Patricio Benegas y Asunción Ojeda. Fue bautizada en la iglesia de la Santísima Trinidad. En el mismo lugar contrajo matrimonio posteriormente con el argentino Benigno Gallego Cuenya. Después de su matrimonio, el 6 de abril de 1945, se trasladó a Argentina, donde vivió en varias ciudades, como Jujuy, Corrientes, Chaco, y Mar del Plata. Casilda fue ama de casa durante toda su vida, cuidando de sus dos hijos, ocho nietos, ocho bisnietos y tres tataranietos. En el año 2000, a los 93 años, emigró a España pero 13 años después regresó a Argentina, a Mar del Plata, para establecerse definitivamente. Cumplió 115 años el 8 de abril de 2022, convirtiéndose en la 60.ª persona en la historia en hacerlo.
Según el Sistema Nacional de Vigilancia Sanitaria de Argentina, Casilda Benegas es una de los casi 500 ciudadanos argentinos de 100 años o más (al 10 de diciembre de 2020) que contrajeron COVID-19 y se recuperaron. Casilda dio positivo al SARS-CoV-2 a la edad de 113 años, contrayendo una infección leve y recuperándose el 23 de diciembre de 2020, a la edad de 113 años y 8 meses. Hasta ese momento, ella era la persona que había dado positivo por Covid a mayor edad: sin embargo, esto no quiere decir que fuera la superviviente de mayor edad de la historia, pues la española María Branyas Morera, nacida un mes antes que Benegas (el 4 de marzo de 1907), ya había enfermado de Covid en abril de 2020, pero se había recuperado a la edad de 113 años y 2 meses, es decir, 6 meses más joven que Benegas en el momento de su recuperación. Sin embargo, el récord de Casilda se rompió en enero de 2021, cuando Lucile Randon dio positivo al virus a la edad de 116 años y 11 meses. Ella también sobrevivió, recuperándose de la infección unos días antes de su 117.º cumpleaños.
Falleció el 28 de junio de 2022 en la ciudad argentina de Mar del Plata, a la edad de 115 años y 81 días.